# Zitstenen Jan van Zutphenplantsoen
De Zitstenen Jan van Zutphenplantsoen bestaat uit een vijftal stenen zitbanken in het Jan van Zutphenplantsoen in Amsterdam, tuinstad. 
Ze houden het midden tussen gebruiksvoorwerpen en kunstwerken, toegepaste kunst. De stenen zijn alle vier meter breed, zes meter lang en zestig centimeter hoog. Ze wegen meer dan 21.000 kg per stuk en hebben een vorm die enigszins op een plectrum lijkt. Ze zijn gemaakt van gestort beton in door middel van CNC gefabriceerde mallen. Gezien de grootte en zwaarte bestaat elke zitsteen uit twee ter plekke samengevoegde delen. Opdrachtgever en ook ontwerper was advies- en ingenieursbureau Tauw, dat rond 2010 betrokken was bij de ombouw van het Jan van Zutphenplantsoen van stadspark tot waterpark. Fabrikant van het meubilair is Luc4me, een firma gespecialiseerd in betonnen zitelementen.